# Phaedyma
Phaedyma is een geslacht van vlinders uit de onderfamilie Limenitidinae van de familie Nymphalidae. De typesoort is Papilio heliodora Cramer, 1779

## Soorten
- Phaedyma amphion (Linnaeus, 1758)
- Phaedyma heliopolis C. & R. Felder, 1867
- Phaedyma aspasia (Leech, 1890)
- Phaedyma chinga Eliot, 1969
- Phaedyma columella (Cramer, 1780)
- Phaedyma daria C. & R. Felder, 1867
- Phaedyma fissizonata (Butler, 1882)
- Phaedyma mimetica (Grose-Smith, 1895)
- Phaedyma shepherdi (Moore, 1858)
- Phaedyma ampliata (Butler, 1882)